# Villebaudon
Villebaudon  là một xã thuộc tỉnh Manche trong vùng Normandie tây bắc nước Pháp. Xã này nằm ở khu vực có độ cao từ 99-183 mét trên mực nước biển.
Villebaudon nằm ở giao lộ của các đường D999 và D13.